# Jens Mouris
Jens Mouris (né le 12 mars 1980 à Ouderkerk aan de Amstel) est un coureur cycliste néerlandais, professionnel entre 2004 et 2017. 
Il est spécialisé dans la piste jusqu'en 2008, il a obtenu deux médailles d'argent lors de championnats du monde : en poursuite par équipes en 2005 et en poursuite individuelle en 2006. Il a participé aux Jeux olympiques de 2000, 2004 et 2008. De 2009 à 2017, il fait carrière sur route. Il a été membre de l'équipe néerlandaise Vacansoleil-DCM de 2009 à 2011 puis de l'équipe australienne Orica-GreenEDGE de 2012 à 2015, la formation Drapac en 2016 et dans l'équipe Roompot-Nederlandse Loterij en 2017.

## Biographie

### Jusqu'en 2008: priorité à la piste
En 1998, Jens Mouris est vice-champion du monde de la course aux points juniors. Aux championnats du monde sur route, il est 23e du contre-la-montre juniors, à deux minutes du vainqueur Fabian Cancellara.
En 2000, il est deuxième du championnat des Pays-Bas du contre-la-montre des moins de 23 ans et troisième du championnats des Pays-Bas du kilomètre. Il participe à la poursuite par équipes des Jeux olympiques de Sydney avec l'équipe des Pays-Bas, qui se classe septième. En fin d'année aux championnats du monde sur piste, cette équipe est émiminée en quart de finale. Il est à nouveau vice-champion des Pays-Bas du contre-la-montre des moins de 23 ans en 2001. Il participe cette année-là aux championnats du monde sur piste, où les Pays-Bas sont septièmes de la poursuite par équipes.
En 2002, Jens Mouris est recruté par Rabobank GS3, réserve de l'équipe professionnelle Rabobank. Il est cette année-là troisième de l'Olympia's Tour, dont il gagne le prologue, et deuxième du championnat des Pays-Bas de poursuite. En septembre, il participe aux championnats du monde sur piste. L'équipe des Pays-Bas y réalise le septième temps du tour de qualification de poursuite par équipes, puis est éliminée en étant rattrapée par les Britanniques. En poursuite individuelle, Mouris se classe quinzième. Aux championnats du monde sur piste de 2003, il ne passe pas le tour de qualification de la poursuite individuelle et est neuvième de la poursuite par équipes.
De 2004 à 2008, Jens Mouris fait du cyclisme sur piste sa priorité. Il devient professionnel en 2004 au sein de l'équipe Axa. Champion des Pays-Bas de poursuite individuelle, il participe aux championnats du monde où l'équipe des Pays-Bas est quatrième de la poursuite par équipes. En poursuite individuelle, il est éliminé au tour de qualification. Il fait partie de l'équipe des Pays-Bas qui prend la cinquième place du tournoi de poursuite par équipes des Jeux olympiques d'Athènes. Sur route, Mouris gagne le Tour d'Overijssel.
Aux championnats du monde sur piste de 2005 à Los Angeles, il obtient la médaille d'argent de la poursuite par équipes avec Levi Heimans, Peter Schep et Niki Terpstra. Ils s'inclinent en finale face à l'équipe britannique. En décembre, Mouris s'impose en poursuite individuelle lors de la manche de coupe du monde de Moscou.
Aux championnats du monde sur piste de 2006 à Bordeaux, Jens Mouris est médaillé d'argent de la poursuite individuelle en étant battu par Robert Bartko en finale. Il devient champion d'Europe de l'omnium. Sur route, Mouris court avec l'équipe continentale allemande Regiostrom-Senges. Il gagne deux étapes de la course À travers le Brabant wallon et prend la deuxième place du classement général, derrière son coéquipier Markus Eichler. Durant la saison de coupe du monde 2006-2007, Mouris gagne deux des quatre manches de l'américaine : à Moscou avec Danny Stam et à Manchester avec Peter Schep. Il en remporte ainsi le classement final.
Il est membre en 2007 de l'équipe DFL-Cyclingnews-Litespeed. Il gagne le championnat d'Europe de l'américaine avec Peter Schep et se classe troisième du championnat d'Europe de l'omnium. Aux championnats du monde sur piste, il est sixième de la poursuite individuelle et septième de la poursuite par équipes. En fin d'année, il gagne avec Peter Schep l'américaine lors de la manche de coupe du monde de Sydney.
En 2008, aux championnats du monde sur piste à Manchester, Mouris est huitième de la poursuite par équipes et dixième de l'américaine. Il représente les Pays-Bas dans trois disciplines aux Jeux olympiques de Pékin. Il est huitième de l'américaine, où il est associé à Peter Schep, est éliminé en tour de qualification de la poursuite individuelle et en demi-finale de la poursuite par équipes. Durant cette saison, il court sur route avec Mitsubishi-Jartazi. Il est notamment deuxième du contre-la-montre du Tour de Belgique, derrière Stijn Devolder, troisième du Grand Prix de Tallinn-Tartu, quatrième du Tour de Picardie. Il gagne le contre-la-montre du Delta Tour Zeeland et prend la quatrième place du classement général.

### Carrière sur route

#### Chez Vacansoleil de 2009 à 2011

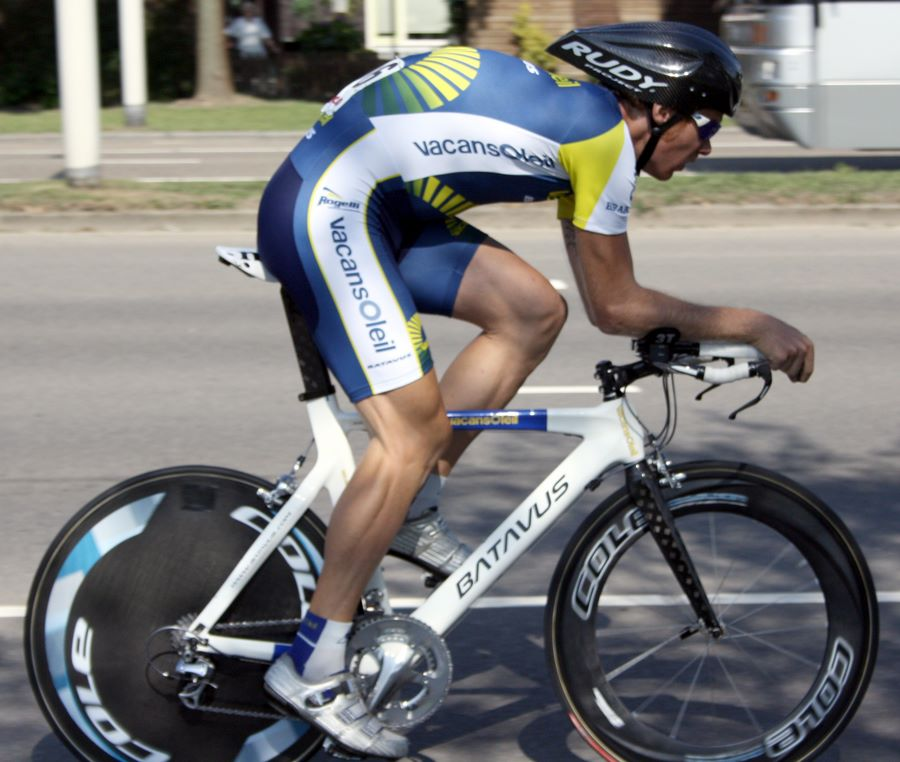
Jens Mouris lors de l'Eneco Tour 2009.

En 2009, Jens Mouris rejoint l'équipe continentale professionnelle Vacansoleil, au sein de laquelle il oriente sa carrière vers le cyclisme sur route. En mars, il est troisième des Trois Jours de Flandre-Occidentale, remportés par son coéquipier Johnny Hoogerland. Il obtient plusieurs places d'honneur lors d'étapes contre-la-montre : sixième d'étape au Tour du Danemark, septième d'étape au Tour d'Andalousie, huitième d'étape aux Trois Jours de La Panne. Durant l'été, il dispute le Tour d'Espagne, son premier grand tour, et se classe quatrième du prologue. En 2010, il gagne le Tour du Groene Hart et se classe notamment troisième du Tour de Hollande-Septentrionale, quatrième du Duo normand avec Lieuwe Westra, sixième des Trois jours de La Panne et du Delta Tour Zeeland, huitième du championnat des Pays-Bas du contre-la-montre.
En 2011, Vacansoleil obtient une licence ProTeam, devient Vacansoleil-DCM et participe donc à toutes les courses de l'UCI World Tour. Mouris ne gagne pas de course durant cette saison. Il est notamment deuxième du championnat des Pays-Bas du contre-la-montre, troisième du Duo normand avec Martijn Keizer, sixième des Trois Jours de Flandre-Occidentale.

#### Chez Orica-GreenEDGE de 2012 à 2015
En 2012, Jens Mouris est recruté par la nouvelle équipe australienne GreenEDGE qui devient au cours d'année Orica-GreenEDGE. Il remporte avec elle les contre-la-montre par équipes de Tirreno-Adriatico et de l'Eneco Tour. En septembre, il est médaillé de bronze du nouveau championnat du monde du contre-la-montre par équipes de marques avec ses coéquipiers, dans le Limbourg néerlandais.
En 2013, il dispute le tour d'Italie, en tant qu'équipier. En fin d'année, il est médaillé d'argent du  championnat du monde du contre-la-montre par équipes. Il se classe deuxième du Duo normand, avec Michael Hepburn. Son contrat avec l'équipe est prolongé à 2014
Aux championnats du monde de 2014, il est à nouveau médaillé d'argent contre-la-montre par équipes.
Il n'est pas conservé au sein de l'effectif d'Orica-GreenEDGE à l'issue de la saison 2015.

#### Fin de carrière chez Roompot-Nederlandse Loterij
Au deuxième semestre 2016 il signe un contrat avec la formation néerlandaise Roompot-Nederlandse Loterij.
Il met fin à sa carrière en juin 2017, après avoir disputé le championnat des Pays-Bas du contre-la-montre.

## Palmarès

### Palmarès sur route

#### Par années
- 2000
  - OZ Wielerweekend
  - 2e du championnat des Pays-Bas du contre-la-montre espoirs
  - 2e du Ronde van Zuid-Holland
- 2001
  - 2e du championnat des Pays-Bas du contre-la-montre espoirs
  - 2e du Tour de Hollande-Septentrionale
- 2002
  - Prologue de l'Olympia's Tour
  - 3e de l'Olympia's Tour
- 2004
  - Tour d'Overijssel
- 2005
  - Prologue du Tour de la province d'Anvers
- 2006
  - 2e et 3e étapes du Tour du Brabant wallon
  - 2e du Tour du Brabant wallon
- 2008
  - Prologue du Delta Tour Zeeland
  - 3e de la Wanzele Koerse
  - 3e du Grand Prix de Tallinn-Tartu
- 2009
  - 3e des Trois Jours de Flandre-Occidentale
- 2010
  - Tour du Groene Hart
  - 3e du Tour de Hollande-Septentrionale
- 2011
  - 2e du championnat des Pays-Bas du contre-la-montre
  - 3e du Duo normand (avec Martijn Keizer)
- 2012
  - 1re étape de Tirreno-Adriatico (contre-la-montre par équipes)
  - 2e étape de l'Eneco Tour (contre-la-montre par équipes)
  -  Médaillé de bronze au championnat du monde du contre-la-montre par équipes
- 2013
  -  Médaillé d'argent au championnat du monde du contre-la-montre par équipes
  - 2e du Duo normand (avec Michael Hepburn)
- 2014
  -  Médaillé d'argent au championnat du monde du contre-la-montre par équipes

#### Résultats sur les grands tours

##### Tour d'Italie
1 participation
- 2013 : 160e

##### Tour d'Espagne
1 participation
- 2009 : 138e

#### Classements mondiaux
| Année                  | 2006 | 2007  | 2008 | 2009 | 2010 | 2011 | 2012 | 2013 | 2014 | 2015 |
| ---------------------- | ---- | ----- | ---- | ---- | ---- | ---- | ---- | ---- | ---- | ---- |
| Calendrier mondial UCI |      |       |      | 243e |      |      |      |      |      |      |
| UCI World Tour         |      |       |      |      |      | nc   | nc   | nc   | nc   | nc   |
| UCI Europe Tour        | 561e | 1092e | 116e | 279e | 80e  |      |      |      |      |      |

### Palmarès sur piste

#### Jeux olympiques
- Pékin 2008
  - 8e de l'américaine
  - 13e de la poursuite

#### Championnats du monde
| - Berlin 1999 - 12e de la poursuite par équipes - Manchester 2000 - 5e de la poursuite par équipes - Anvers 2001 - 7e de la poursuite par équipes - Ballerup 2002 - 7e de la poursuite par équipes - 15e de la poursuite - Stuttgart 2003 - 9e de la poursuite par équipes - 13e de la poursuite - Melbourne 2004 - 4e de la poursuite par équipes - 12e de la poursuite | - Los Angeles 2005 - Médaillé d'argent de la poursuite par équipes - 10e de la poursuite - Bordeaux 2006 - Médaillé d'argent de la poursuite - 4e de la poursuite par équipes - Palma de Majorque 2007 - 6e de la poursuite - 7e de la poursuite par équipes - Manchester 2008 - 8e de la poursuite par équipes - 10e de l'américaine - 14e de la poursuite |

#### Championnats du monde juniors
- 1998
  -  Médaillé d'argent de la course aux points juniors

#### Coupe du monde
| - 2004 - 2e de la poursuite par équipes à Sydney - 2004-2005 - 2e de la poursuite par équipes à Moscou - 3e de la poursuite à Moscou - 2005-2006 - Classement général de la poursuite - 1er de la poursuite à Moscou - 2e de la poursuite à Los Angeles - 2e de l'américaine à Los Angeles - 2e de la poursuite par équipes à Los Angeles - 3e de la poursuite par équipes à Moscou | - 2006-2007 - 1er de l'américaine à Moscou (avec Danny Stam) - 1er de l'américaine à Manchester (avec Peter Schep) - 2007-2008 - 1er de l'américaine à Sydney (avec Peter Schep) - 3e de la poursuite par équipes à Pékin |

#### Championnats d'Europe
- 2006
  -  Champion d'Europe de l'omnium
- 2007
  -  Champion d'Europe de l'américaine
  -  Médaillé de bronze de l'omnium

#### Championnats des Pays-Bas
- 2000
  - 2e du kilomètre
- 2001
  - 2e de la poursuite
- 2004
  -  Champion des Pays-Bas de la poursuite
- 2007
  - 2e du kilomètre
  - 2e de la poursuite
  - 2e de l'américaine
- 2008
  - 2e de la poursuite
- 2013
  -  Champion des Pays-Bas de l'américaine (avec Wim Stroetinga)
- 2015
  -  Champion des Pays-Bas de poursuite par équipes